# Rabah ibn Yakub ibn Fezara
Rabah ibn Yakub ibn Fezara (fl. IX secolo) è stato un emiro di Sicilia per conto della dinastia aghlabide.
Rabah ibn Yakub ibn Fezara fu nominato governatore di Sicilia dall'emiro di Kairouan nell'871. Governò per un breve tempo e morì nel mese di Muharram nell'anno dell'Egira 258 (18 novembre-17 dicembre 871).